# 谢军 (游泳运动员)
谢军（1968年12月31日—），中国前男子游泳运动员。他曾参加1988年夏季奥运会和1992年夏季奥运会游泳比赛，还曾获得4枚亚洲运动会游泳比赛金牌。